# ابن المطهر الحلي
الحسن بن يوسف بن علي بن محمد بن مُطهّر الحلي (648 ـ 726 هـ)، المعروف بالعلامة الحلّي، هو فقيه، متكلم، عراقيٌ، شيعي في القرن الثامن للهجرة. من أشهر مؤلفاته: كشف المراد، ونهج الحق وكشف الصدق، وباب الحادي عشر، وخلاصة الأقوال، والجوهر النضيد و منهاج الكرامة.
كان أول من لُقِّب بآية الله ، ويُقال له في المحافل الشيعية العلامة الحلي حتى كاد يختص لقب العلامة به دون غيره.

## مولده ودراسته
ولد في الحلة في 29 شهر رمضان سنة 647 هـ
أخذ علم الكلام والفقه والأصول العربية وسائر العلوم الشرعية عن نجم الدين أبي القاسم جعفر بن سعيد وعن أبيه سديد الدين يوسف بن المطهر الحلي، وأخذ العلوم الحكمية عن أستاذ البشر الخواجة نصير الدين محمد الطوسي وعلي بن عمر الكاتبي القزويني الشافعي ومحمد بن محمد بن أحمد الكيشي ابن أخت قطب الدين الشيرازي وغيرهم.

## أساتذته
- أبوه يوسف سديد الدين
- المحقق الحلي
- علي بن أبي الفتح الإربلي صاحب كتاب كشف الغمّة في معرفة الأئمّة .

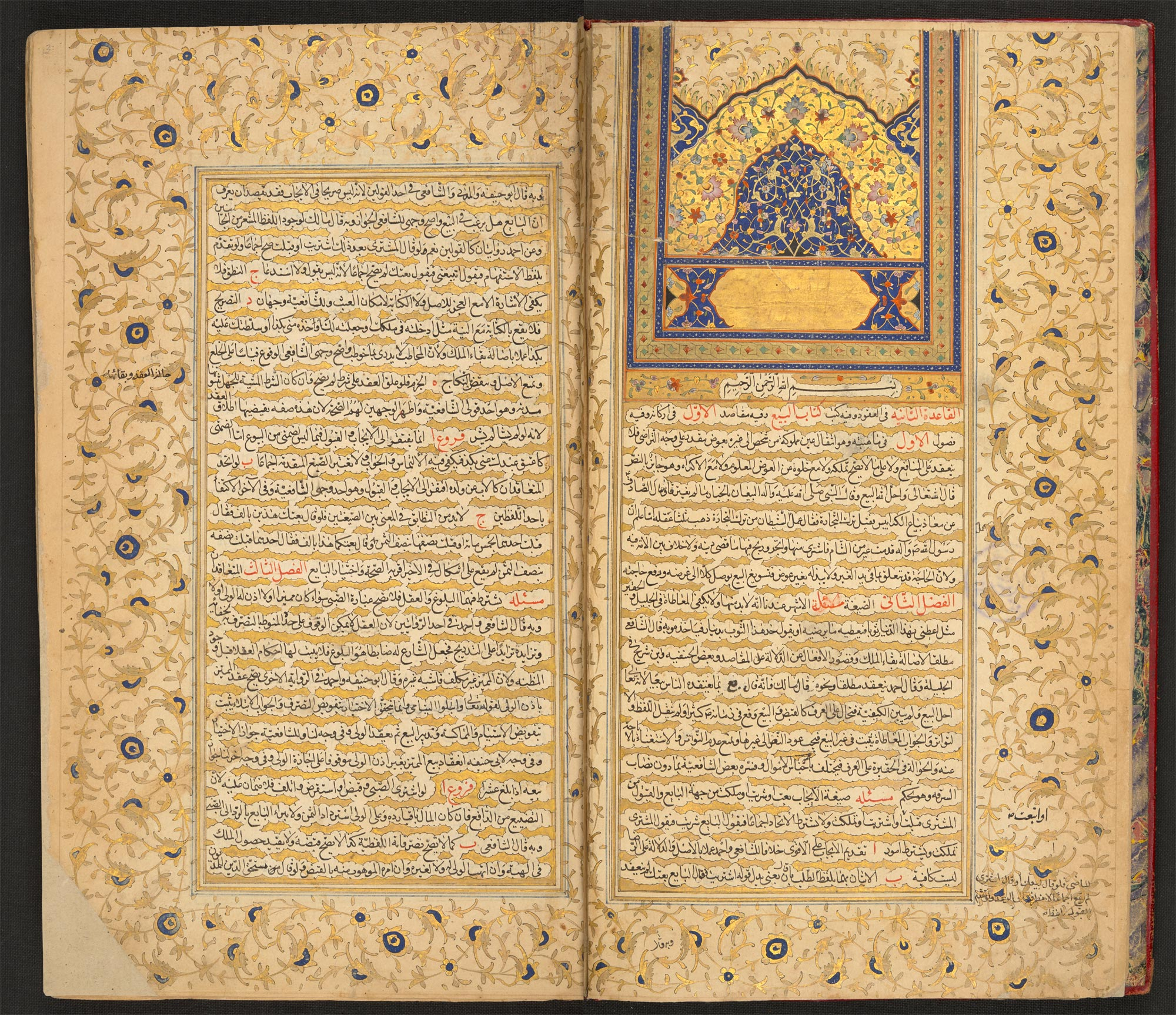
نسخة من كتاب ”تذكرة الفقهاء“ تعود لأيام الدولة الصفوية.

- سيد بن طاووس
- أحمد بن طاووس
- نصير الدين الطوسي
- يحيى بن سعيد الحلينسخة من كتاب ”تذكرة الفقهاء“ تعود لأيام الدولة الصفوية.
- مفيد الدين محمد بن جهم الحلي
- ابن ميثم البحراني
- جمال الدين حسين بن أياز النحوي
- محمد بن محمد بن أحمد الكشي
- نجم الدين علي بن عمر الكاتبي
- برهان الدين النسفي
- الفاروقي الواسطي
- تقي الدين عبد الله بن جعفر الكوفي

## تلامذته
من تلامذته:
- فخر المحققين محمد بن حسن الحلي
- عميد الدين عبد المطلب
- العرجي الحلي
- تاج الدين السيد محمد بن قاسم الحسني والمعروف بابن معية
- رضي الدين أبو الحسن علي بن أحمد الحلي
- قطب الدين الرازي
- نجم الدين مهنا بن سنان المدني
- الدين محمود بن مولا
- تقي الدين إبراهيم بن حسين الآملي
- محمد بن علي الجرجاني[4]

## منهجه العلمي
كان كاتباً مشهوراً بكتاباته له أسلوبه الخاص في كل علم.
- في علم الفقه، كان منهجه في دراساته الفقهية معتمدا على إسلوب التتبع والاستقراء والمقارنة.[5]
- في علم الفلسفة، كان منهجه المتبع في علم الفلسفة منهجا عقليا تماما، يعتمد على الأدلة والبراهين العقلية.[6]
- في علم المنطق، كان منهجه في هذا العلم هو نفس المنهج العلمي المتبع من قبل العلماء السابقين، فكان منهجه فلسفي لغوي تعليمي.[7]

## أقوال علماء أهل السنة فيه
- تاج الدين السبكي:[8]

- قال الصّفدي:[9]

| ابن المطهر الحلي | «...الإمام العلامة ذو الفنون جمال الدين ابن المطهر الأسدي الحلي المعتزلي، عالم الشيعة وفقيههم، صاحب التصانيف التي اشتهرت في حياته. تقدّم في دولة خربندا تقدّماً زائداً، وكان له مماليك وإدارات كثيرة، وأملاك جيّدة، وكان يصنّف وهو راكب شرح مختصر ابن الحاجب وهو مشهور في حياته، وله كتاب في الإمامة ردَّ عليه الشيخ تقي الدين ابن تيمية في ثلاث مجلدات، وكان يسمّيه ابن المنجّس. وكان ابن المطهر ريّض الأخلاق مشتهر الذكر ». | ابن المطهر الحلي |

- وقال ابن حجر العسقلاني:[10]

| ابن المطهر الحلي | «الحسين بن يوسف بن المطهر الحلّي. عالم الشيعة وإمامهم ومصنّفهم، وكان آية في الذكاء. شرح مختصر ابن الحاجب شرحاً جيّداً سهل المأخذ، غاية في الإيضاح، واشتهرت تصانيفه في حياته، وهو الذي ردّ عليه الشيخ تقي الدين ابن تيميِّة في كتابه المعروف بالردّ على الرافضي. وكان ابن المطهر مشتهر الذكر ريض الأخلاق». | ابن المطهر الحلي |

- وقال ابن كثير:[11]

| ابن المطهر الحلي | ابن المطهر الشيعي جمال الدين أبو منصور حسن بن يوسف بن مطهر الحلي العراقي الشيعي، شيخ الروافض بتلك النواحي، وله التصانيف الكثيرة، يقال تزيد على مائة وعشرين مجلدا، وعدتها خمسة وخمسون مصنفا، في الفقه والنحو الأصول والفلسفة والرفض وغير ذلك من كبار وصغار، وأشهرها بين الطلبة شرح ابن الحاجب في أصول الفقه ثم قال : ولد ابن المطهر الذي لم تطهر خلائقه ولم يتطهر من دنس الرفض ليلة الجمعة سابع عشرين رمضان سنة ثمان وأربعين وستمائة، وتوفي ليلة الجمعة عشرين محرم من هذه السنة، وكان اشتغاله ببغداد وغيرها من البلاد، واشتغل على نصير الطوسي، وعلى غيره، ولما ترفض(تشيع) الملك خربندا حظي عنده ابن المطهر وساد جدا وأقطعه بلادا كثيرة. | ابن المطهر الحلي |

- وقال تقي الدين ابن تيمية: في وصف كتاب ابن المطهر الحلي (منهاج الكرامة):[12]

| ابن المطهر الحلي | : وهَذَا الْمُصَنِّفُ سَمَّى كِتَابَهُ (مِنْهَاجَ الْكَرَامَةِ فِي مَعْرِفَةِ الْإِمَامَةِ)، وَهُوَ خَلِيقٌ بِأَنْ يُسَمَّى (مِنْهَاجَ النَّدَامَةِ). كَمَا أَنَّ مَنِ ادَّعَى الطَّهَارَةَ، وَهُوَ مِنَ الَّذِينَ لَمْ يُرِدِ اللَّهُ أَنْ يُطَهِّرَ قُلُوبَهُمْ، بَلْ مِنْ أَهْلِ الْجِبْتِ، وَالطَّاغُوتِ، وَالنِّفَاقِ كَانَ وَصْفُهُ بِالنَّجَاسَةِ، وَالتَّكْدِيرِ، أَوْلَى مِنْ وَصْفِهِ بِالتَّطْهِيرِ. وَمِنْ أَعْظَمِ خَبَثِ الْقُلُوبِ : أَنْ يَكُونَ فِي قَلْبِ الْعَبْدِ غِلٌّ لِخِيَارِ الْمُؤْمِنِينَ، وَسَادَاتِ أَوْلِيَاءِ اللَّهِ بَعْدَ النَّبِيِّينَ. | ابن المطهر الحلي |

## مؤلفاته
هذه المؤلفات تتفاوت بين الموسوعات المترامية الأطراف إلى الرسائل القصيرة فليس كل هذه العناوين من مجلد واحد.
| 1. الأبحاث المفيدة في تحصيل العقيدة 2. إجازة بني زهرة 3. أجوبة المسائل المهنائية 4. إرشاد الأذهان إلى أحكام الإيمان 5. استقصاء النظر في القضاء والقدر 6. الأسرار الخفية في العلوم العقلية (في المكتبة الحيدرية بالنجف) 7. الألفين الفارق بين الصدق والمين 8. أنوار الملكوت في شرح الياقوت 9. إيضاح الاشتباه في ضبط تراجم الرجال 10. إيضاح مخالفة السنة لنص الكتاب والسنة 11. إيضاح المقاصد من حكمة عين القواعد 12. الباب الحادي عشر 13. تبصرة المتعلمين في أحكام الدين 14. تحرير الأحكام الشرعية على مذهب الإمامية 15. تذكرة الفقهاء | 1. تسليك النفس إلى حظيرة القدس 2. تلخيص المرام في معرفة الأحكام 3. تهذيب الوصول إلى علم الأصول 4. الجوهر النضيد في شرح كتاب التجريد 5. الخلاصة في أصول الدين 6. خلاصة الأقوال في معرفة أحوال الرجال 7. الرسالة السعدية 8. غاية الوصول وإيضاح السبل في شرح مختصر منتهى السؤول والأمل في علمي الأصول والجدل 9. قواعد الأحكام في مسائل الحلال والحرام 10. القواعد الجلية في شرح الرسالة الشمسية 11. كشف الفوائد في شرح قواعد العقائد 12. كشف المراد في شرح تجريد الاعتقاد 13. كشف اليقين في فضائل أمير المؤمنين 14. المباحثات السنية والمعارضات النصيرية 15. مبادئ الوصول إلى علم الأصول 16. مختلف الشيعة في أحكام الشريعة 17. مراصد التدقيق ومقاصد التحقيق | 1. مسائل السيد ابن زهرة 2. معارج الفهم في شرح النظم 3. منتهى المطلب في تحقيق المذهب 4. منتهى الوصول إلى علمي الكلام والأصول 5. منهاج الصلاح في اختصار المصباح 6. منهاج الكرامة في إثبات الإمامة 7. منهاج الهداية ومعراج الدراي 8. منهاج اليقين في أصول الدين 9. نهاية الإحكام في معرفة الأحكام 10. نهاية المرام في علم الكلام 11. نهاية الوصول إلى علم الأصول 12. نهج الحق وكشف الصدق 13. نهج المسترشدين في أصول الدين 14. نهج الوصول إلى علم الأصول 15. واجب الاعتقاد على جميع العباد |

## وفاته
توفي ابن المطهر الحلي في مدينة الحلة بعد أن عاد إليها نتيجة لوفاة السلطان في إيران فأمضى ما تبقى من حياته في هذه المدينة إلى أن وافته المنية في ليلة السبت 21 محرم ودُفِن في مدينة النجف داخل حرم علي بن أبي طالب.

## وصلات خارجية
- ابن المطهر الحلي على موقع الموسوعة البريطانية (الإنجليزية)